# Flawian (Gorodiecki)
Flawian, imię świeckie Nikołaj Nikołajewicz Gorodiecki (ur. 14 czerwca?/26 czerwca 1840 w Orle, zm. 22 października?/4 listopada 1915 w Kijowie) – metropolita Rosyjskiego Kościoła Prawosławnego. W latach 1898–1915 członek Świętego Synodu Rosyjskiej Cerkwi.

## Życiorys

### Młodość. Życie mnisze
Pochodził ze starej rodziny szlacheckiej związanej z gubernią symbirską. Jego ojciec Nikołaj Gorodiecki służył w pułku huzarów, a po złożeniu dymisji osiadł w  guberni orłowskiej. Matka pochodziła z ziemiańskiej rodziny Puszkariewów. Chrztu przyszłego hierarchy dokonano w parafii Spotkania Pańskiego w Orle. Chłopiec wcześnie stracił rodziców, w źródłach występują jednak rozbieżności, kiedy to nastąpiło. Podawane są wersje o śmierci jego ojca, gdy Nikołaj Gorodiecki miał cztery, sześć lub siedem lat, zaś matki – w dziesiątym lub jedenastym roku życia. Wychowaniem chłopca zajęła się głęboko religijna ciotka. Nikołaj Gorodiecki początkowo kształcił się prywatnie, co pozwoliło mu w 1853 rozpocząć naukę w gimnazjum w Orle od razu od IV klasy. Będąc uczniem gimnazjum, wyróżniał się religijnością.
W 1857 rozpoczął studia prawnicze na Uniwersytecie Moskiewskim, które porzucił, będąc na IV roku; postanowił bowiem wstąpić do monasteru. Został posłusznikiem w Monasterze Nikoło-Piesznoskim. O wyborze klasztoru zdecydował fakt, że wyróżniał się on szczególnie surową regułą wewnętrzną. Jako posłusznik pracował w kuchni i w refektarzu. Dwa lata później musiał opuścić monaster, gdyż z powodu ciężkiej pracy zapadł na zdrowiu. Wstąpił wówczas do innego klasztoru – Monasteru Simonowskiego. Jego przełożony, archimandryta Porfiry (Popow), docenił jego dążenie do ascezy i skierował go do Pustelni Optyńskiej. Nikołaj Gorodiecki znalazł się w tym klasztorze pod opieką duchową mnicha Hilariona, a wśród jego obowiązków była praca w warsztacie wyplatania, piekarni i refektarzu. W 1863 wrócił do Monasteru Simonowskiego i złożył śluby mnisze w riasofor. Od tego momentu wykonywał w klasztorze obowiązki sługi cerkiewnego, klucznika, bibliotekarza, pomocnika zakrystiana, pracował także w warsztacie wyrobu świec cerkiewnych. Następnie został dodatkowo katechetą w nowo otwartym przytułku dla małoletnich przestępców.
W 1866 przełożony klasztoru, archimandryta Guriasz, objął stanowisko proboszcza cerkwi św. Mikołaja w Rzymie i wyznaczył Nikołaja Gorodieckiego na swojego sekretarza. O decyzji tej przesądziła znajomość języków obcych, jaką posiadał posłusznik. W związku z tą decyzją 17 lutego 1866 Nikołaj Gorodiecki został postrzyżony na mnicha, przyjmując imię zakonne Flawian, zaś następnego dnia został wyświęcony na hierodiakona. Obrzęd postrzyżyn przeprowadził archimandryta German w cerkwi Ducha Świętego w kompleksie Ławry Aleksandra Newskiego w Petersburgu.
Niemal natychmiast po przybyciu do Rzymu archimandryta Guriasz musiał opuścić miasto w związku z zerwaniem stosunków dyplomatycznych między Imperium Rosyjskim a papiestwem. Początkowo udał się razem ze swoim sekretarzem do Neapolu. Następnie został nominowany na biskupa czeboksarskiego, wikariusza eparchii kazańskiej. Hierodiakon Flawian wrócił razem z nim do Rosji i zamieszkał w monasterze Przemienienia Pańskiego w Kazaniu. Tam też 9 kwietnia 1867 został wyświęcony na hieromnicha. W roku następnym, gdy biskup Guriasz został przeniesiony na katedrę symferopolską, hieromnich Flawian wyjechał razem z nim na Krym. Został zaliczony do grupy mnichów służących przy domu biskupim, był początkowo spowiednikiem, a następnie ekonomem. Ponadto służył w cerkwi św. Teodora w Ałuszcie, a od 1871 do 1873 pracował jako katecheta, nauczyciel geografii i inspektor w eparchialnej szkole żeńskiej. Dwa lata później mianowano go przełożonym skitu Zaśnięcia Matki Bożej w Bakczysaraju. Za swoją pracę duszpasterską w eparchii symferopolskiej trzykrotnie otrzymywał błogosławieństwo Świętego Synodu.

### Praca duszpasterska w Chinach
Jeszcze w tym samym roku, 1873, hieromnich Flawian został skierowany na misję do Chin. Został również nagrodzony złotym krzyżem kapłańskim. Na miejscu podjął naukę języka chińskiego pod kierunkiem archimandryty Palladiusza. Na polecenie naczelnika misji tłumaczył na chiński (we współpracy z innymi członkami misji oraz chińskim nauczycielem) prace o tematyce religijno-moralnej, w tym Wskazanie drogi do Królestwa Niebieskiego metropolity moskiewskiego Innocentego i Krótki wykład wiary chrześcijańskiej ks. N. Wołobujewa. Sam opracował komentarz do nabożeństw prawosławnych przeznaczony dla chińskich wiernych. Przełożył również psałterz, horologion, oktoich, nabożeństwo panichidy, nabożeństwa Wielkiego Tygodnia, nabożeństwa dwunastu wielkich świąt, ułożył także krótki modlitewnik i komentarz do treści Ewangelii. Wielokrotnie głosił kazania, uczył rosyjskiego w szkółce dla chłopców. Porządkował także materiały do słownika chińsko-rosyjskiego, nad którym pracował archimandryta Palladiusz, doprowadzając ostatecznie do jego publikacji. Po sześciu latach pracy duszpasterskiej w Chinach został mianowany naczelnikiem misji rosyjskiej i otrzymał godność archimandryty. Wprowadził do nabożeństw prawosławnych organizowanych przez misję język chiński, rozpoczął również wyświęcanie Chińczyków na kapłanów. W 1882 odwiedził misję rosyjską w Japonii, by kierujący nią biskup Mikołaj mógł wyświęcić pierwszego duchownego narodowości chińskiej; wziął ponadto udział w zjeździe misjonarzy i katechizatorów rosyjskich i zapoznał się z funkcjonowaniem misji.
W Chinach pozostał do 1883, gdy z powodu pogorszenia się stanu zdrowia został na własną prośbę zwolniony z dotychczasowych obowiązków i skierowany do Ławry św. Aleksandra Newskiego w Petersburgu.

### Biskup

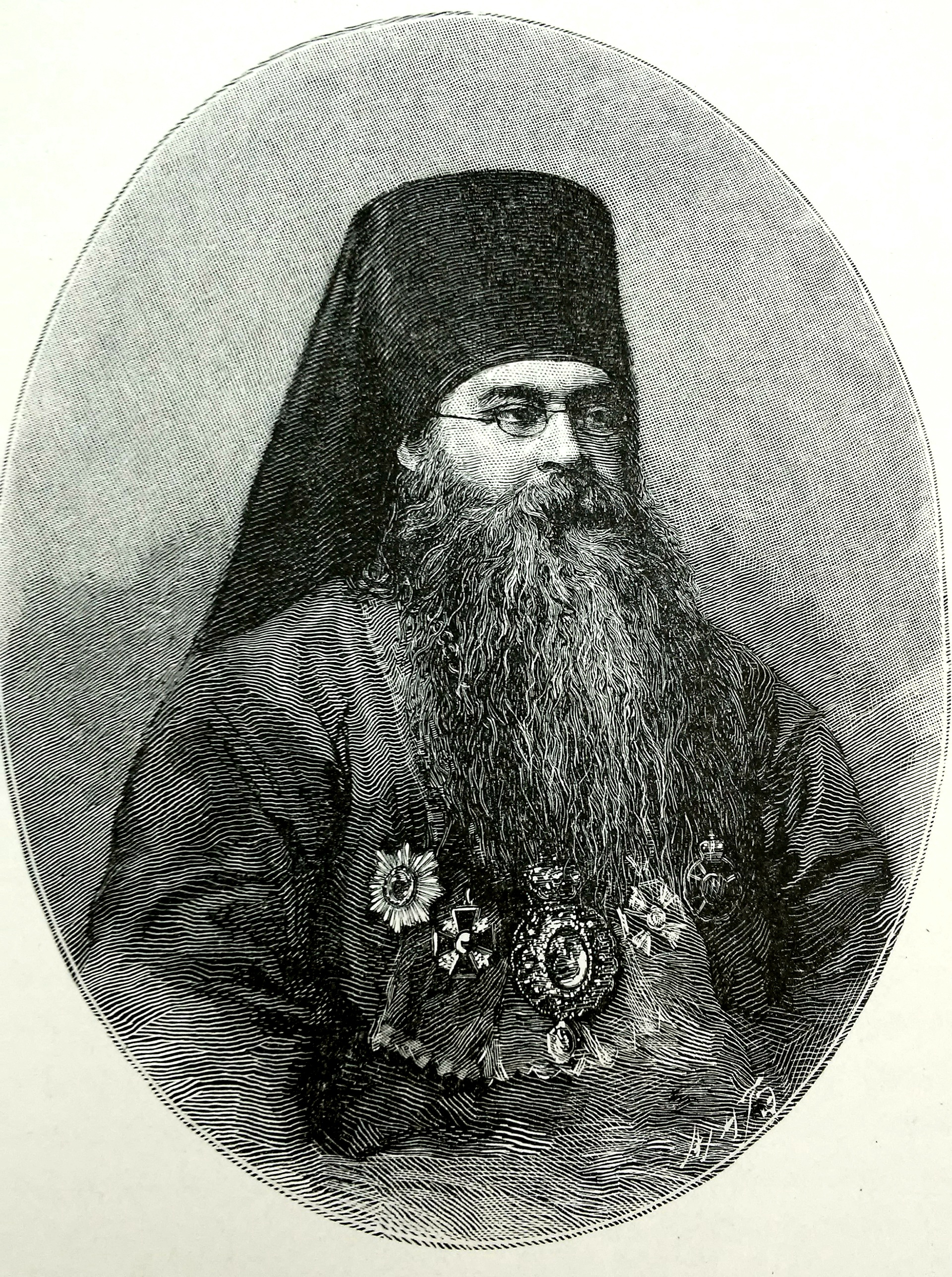
Flawian (Gorodiecki) jako biskup lubelski

2 lutego 1885 archimandryta został wyświęcony na biskupa aksajskiego, wikariusza eparchii dońskiej. Chirotonia odbyła się w Petersburgu, w soborze Trójcy Świętej w kompleksie Ławry. W eparchii dońskiej biskup Flawian zdołał jedynie dokonać wizytacji parafii w dekanacie chopiorskim, ponieważ już 29 czerwca tego samego roku Świątobliwy Synod Rządzący skierował go do eparchii chełmsko-warszawskiej jako jej wikariusza z tytułem biskupa lubelskiego. Oznaczało to powierzenie mu bezpośredniego nadzoru nad parafiami, które dziesięć lat wcześniej zostały włączone do Rosyjskiego Kościoła Prawosławnego wskutek likwidacji unickiej diecezji chełmskiej. Był bliskim współpracownikiem arcybiskupa chełmskiego i warszawskiego Leoncjusza. Szczególnie angażował się w rozwój prawosławnego szkolnictwa. Gdy Leoncjusz w 1891 został metropolitą moskiewskim, biskup Flawian objął po nim katedrę chełmską i warszawską. Rok później otrzymał godność arcybiskupa.
Arcybiskup Flawian kontynuował zwalczanie typowych dla Chełmszczyzny tradycji liturgicznych o unickich korzeniach, wbrew woli wiernych zastępując je nieznanymi na tym terenie tradycjami typowo rosyjskimi. Przymusowe umacnianie prawosławia, wspierane przez carską administrację, przynosiło niejednokrotnie efekty odmienne od zamierzonych – byli unici odmawiali uczęszczania do świątyń. Równocześnie Flawian kontynuował wznoszenie nowych cerkwi, przy których następnie otwierał szkoły parafialne. W okresie sprawowania przez niego urzędu do użytku oddane zostały m.in. świątynie w Lubartowie, Węgrowie, Miechowie, Tomaszowie Lubelskim, Rypinie, Rawie Mazowieckiej, Łęczycy, Sierpcu, Łukowie, Włodawie, rozpoczęta została budowa soboru św. Aleksandra Newskiego w Warszawie. Hierarcha pozostawał w konflikcie z generał-gubernatorem warszawskim Aleksandrem Imeretyńskim (sprawującym urząd w latach 1896–1900). Nie zgadzał się z jego polityką pozornej liberalizacji i starał się doprowadzić do jego usunięcia z urzędu, oskarżając go o opuszczanie galowych prawosławnych nabożeństw. W 1897 publicznie skrytykował Imeretyńskiego w kazaniu wygłoszonym na uroczystościach w Chełmie.
Działalność arcybiskupa została wysoko oceniona przez Świątobliwy Synod Rządzący. Arcybiskup chełmski i warszawski dwukrotnie (w 1892 i 1894) był zapraszany jako członek kadencyjny na sesje Synodu, zaś w 1895 otrzymał order św. Włodzimierza II stopnia. W 1896 asystował przy koronacji cara Mikołaja II.
Fakt, iż polityka arcybiskupa Flawiana dodatkowo zniechęcała do prawosławia byłych unitów, prawdopodobnie stał się ostatecznie przyczyną przeniesienia go na inną katedrę. 21 lutego 1898 hierarcha został mianowany egzarchą Gruzji, arcybiskupem kartlińskim i kachetyńskim, co oznaczało także prawo do stałego uczestnictwa w obradach Świątobliwego Synodu Rządzącego. W tym samym roku otrzymał prawo noszenia brylantowego krzyża na kłobuku. W 1900 arcybiskup odznaczony orderem św. Aleksandra Newskiego.
Po trzech latach zarządzania Egzarchatem Gruzińskim arcybiskup Flawian został przeniesiony na katedrę charkowską i achtyrską, zachował jednak prawo do uczestnictwa w obradach Synodu. 

#### Metropolita kijowski

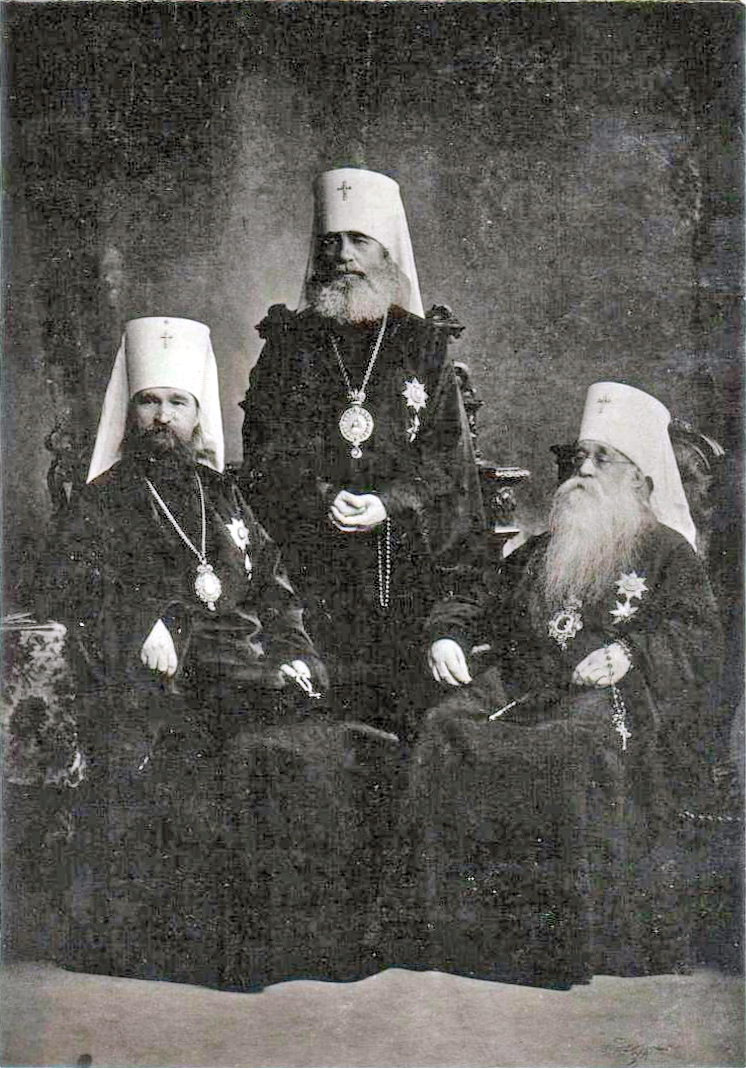
Metropolita kijowski Flawian z metropolitami moskiewskim Włodzimierzem (z lewej) i petersburskim Antonim (w środku). Wszyscy trzej hierarchowie w 1905 podjęli bezskuteczne starania o zwołanie soboru lokalnego Rosyjskiego Kościoła Prawosławnego i restaurację patriarchatu

3 lutego 1903 został metropolitą kijowskim i halickim. W czasie rewolucji 1905, gdy wielu duchownych prawosławnych dołączyło do antyrządowych manifestacji, buntowali się studenci seminarium duchownego i Kijowskiej Akademii Duchownej, metropolita zachował całkowitą wierność wobec caratu i wzywał kapłanów, by postępowali tak samo.
Brał udział w posiedzeniu Synodu w dniu 22 marca 1905, na którym uchwalony został tekst memorandum do cesarza Mikołaja II, w którym hierarchowie na czele z metropolitą petersburskim i ładoskim Antonim apelowali o zmianę położenia prawnego Rosyjskiego Kościoła Prawosławnego, zgodę na zwołanie soboru lokalnego i wybór patriarchy. 31 marca Mikołaj II zgodził się z głównymi tezami dokumentu, lecz ulegając wpływowi Konstantina Pobiedonoscewa stwierdził, że natychmiastowa organizacja soboru, z uwagi na skomplikowaną sytuacją wewnętrzną kraju, nie jest właściwym rozwiązaniem. Równocześnie władca zezwolił na przystąpienie do wstępnych prac przygotowujących przebieg przyszłego Soboru Biskupów, bez ustalenia jego daty. 27 grudnia 1905 pod patronatem cara powstał komitet przygotowujący oficjalny ukaz informujący o planowanym soborze oraz sam porządek jego przyszłych obrad. Komitetem kierowali metropolita petersburski Antoni, metropolita moskiewski Włodzimierz oraz metropolita Flawian. Wszyscy trzej zgadzali się co do konieczności likwidacji Świątobliwego Synodu Rządzącego i przywrócenia w Cerkwi rosyjskiej patriarchatu. W toku posiedzeń trwających od marca do grudnia 1906 komitet kierowany przez trzech metropolitów przeprowadził wszystkie niezbędne prace przygotowawcze przed zwołaniem soboru i opracował dokumenty, nad którymi mieli dyskutować jego uczestnicy. Jednak 25 kwietnia 1907 Mikołaj II po zapoznaniu się z wynikami prac komitetu stwierdził, że nie nastąpił jeszcze odpowiedni moment na zmiany w Rosyjskim Kościele Prawosławnym.
Metropolita Flawian zaangażował się w działalność społeczną i dobroczynną. Zajmował się także budową nowych świątyń. Z własnych funduszy zbudował na terenie Ławry Pieczerskiej cerkiew Zwiastowania, szpital i bibliotekę, której przekazał własny księgozbiór. Drugi szpital z cerkwią św. Serafina z Sarowa założył na terenie Pustelni Kitajewskiej, placówki filialnej Ławry. W 1902 przekształcił Komitet Misyjny przy eparchii kijowskiej w Eparchialną Radę Misyjną, który odpowiadał za propagowanie w eparchii religijno-moralnej literatury.
Metropolita Flawian był monarchistą. W 1906 odprawił molebień otwierający III zjazd Rosjan, w którym uczestniczyły organizacje radykalnie nacjonalistyczne i konserwatywne z całego kraju. Interesował się przebiegiem sprawy Bejlisa, wspierał monarchistów domagających się uznania Bejlisa za winnego zabójstwa-mordu rytualnego. Był zaangażowany w propagowanie prawosławia w Galicji i wspieranie ruchu moskalofilskiego, w 1903 został honorowym członkiem Galicyjsko-Russkiego Towarzystwa Dobroczynnego. W 1908 zorganizował w Kijowie wszechrosyjski zjazd misjonarzy.
Metropolita Flawian szczególnie czcił metropolitę tobolskiego Pawła, starał się o jego kanonizację.
Po wybuchu I wojny światowej metropolita otworzył w swojej rezydencji szpital na 100 łóżek, również w Ławrze Pieczerskiej powstały pomieszczenia dla rannych i chorych. Jesienią 1915 zachorował na astmę sercową. Przewidując zbliżającą się śmierć, przekazał swoim biskupom pomocniczym polecenia w sprawie dalszego działania, wskazał jako miejsce pochówku cerkiew Podwyższenia Krzyża Pańskiego w Bliskich Pieczarach Ławry Pieczerskiej. Jego pogrzeb, także zgodnie z życzeniem hierarchy, poprowadził arcybiskup charkowski Antoni.
Odznaczony orderem św. Anny II i I stopnia (w 1881 i 1890), św. Włodzimierza IV i III stopnia (1884, 1887).